# Brunsli

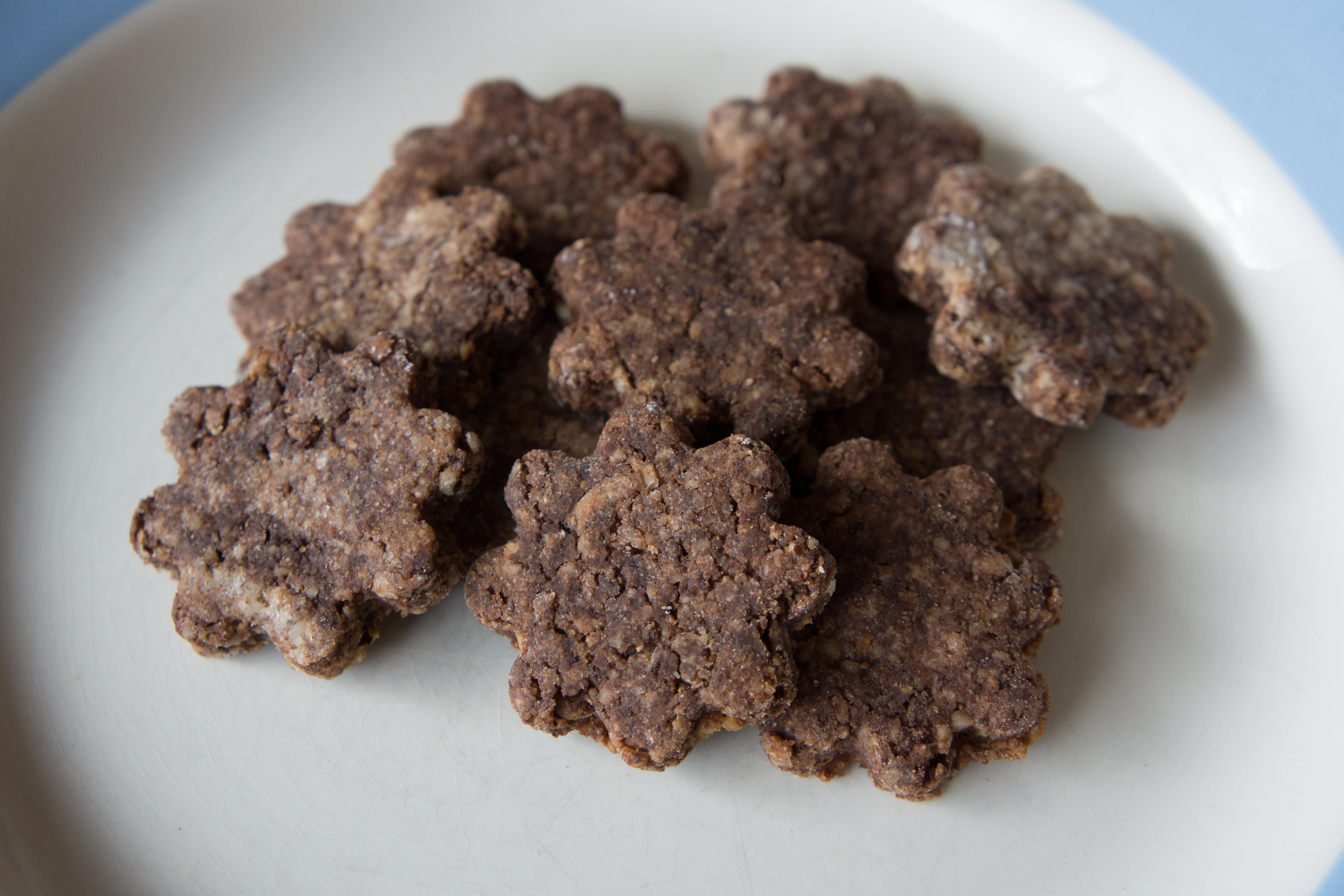
Brunsli

Brunsli (französisch Bruns de Bâle, italienisch Brunsli di Basilea, rätoromanisch brunsli) sind ein in der Schweiz weit verbreitetes Weihnachtsgebäck. Sie bestehen hauptsächlich aus gemahlenen Mandeln, Zucker, Eischnee und Schokolade. Ihren Ursprung haben die Brunsli vermutlich in der Region Basel.

## Etymologie
Ihren Namen haben die Brunsli aufgrund ihrer braunen Farbe erhalten. Nachweisbar sind die baseldeutschen Bezeichnungen Bruunsli und Bryynsli aus dem 19. Jahrhundert. Ältere Kochbücher verwenden gelegentlich auch den Ausdruck Basler Braunes.

## Geschichte
Erstmals nachweislich erwähnt wurden Brunsli im 18. Jahrhundert. Aus dem Jahr 1725 ist eine Beschreibung einer Willkommensmahlzeit für den Pfarrer Hans Rudolf Müller in Winterthur überliefert, bei der fünf Pfund Brunsli serviert wurden. Eugen A. Meier veröffentlichte in seinem Werk «Das süsse Basel» ein Brunslirezept aus dem Jahr 1750.
Das Rezept änderte sich seither immer wieder leicht. So wurden Brunsli früher gelegentlich noch glasiert, was heute kaum mehr gemacht wird. Während des Ersten Weltkrieges kamen Rezepte auf, die Mehl anstatt der Mandeln verwendeten, da diese viel teurer waren.
Brunsli gehören heute in der Schweiz zu den beliebtesten Weihnachtsgebäcken. Ausserhalb der Schweiz sind sie nur wenig bekannt.

## Zutaten und Herstellung
Der Brunsliteig besteht hauptsächlich aus gemahlenen Mandeln, Zucker, Eischnee und Schokolade, daneben enthält er typischerweise Zimt, Nelkenpulver und Kirsch.
Es gibt verschiedene Varianten der Herstellung: Manche Rezepte sehen die Verwendung geschmolzener Schokolade vor, andere verwenden Schokoladenraspeln und wieder andere nur Kakaopulver. Gelegentlich wird der Kirsch weggelassen und durch Zitronensaft ersetzt.  Vereinzelt sehen Rezepte die Verwendung geringer Mengen Mehl zusätzlich zu den Mandeln vor.
Oft wird der Brunsliteig mit einer gerillten Teigrolle ausgewallt, wodurch die Oberfläche der Brunsli typischerweise leichte Rillen aufweist. Einige Rezepte schreiben ein kurzes Backen vor, andere lassen die Brunsli an der Luft trocknen.